# Quartett!
(Dalla conclusione del gioco)
Quartett! (カルテット！?, karutetto!), noto anche come Quartett! ～THE STAGE OF LOVE～, è una visual novel giapponese sviluppata e pubblicata da Littlewitch il 23 aprile 2004 per Microsoft Windows. Il 28 settembre 2006 la PrincessSoft ne ha pubblicato una versione per PlayStation 2. Dopo la prima edizione, Littlewitch ha pubblicato di nuovo il gioco il 22 dicembre 2006, in una versione definita Standard Edition.
La versione per Playstation 2 si differenzia da quelle di Windows poiché non contiene scene hentai, ma è dotata di voci per i personaggi.
Come molte altre visual novel di successo, pur non essendo mai stata pubblicata al di fuori del Giappone, sono stati fatti diversi tentativi di traduzione in varie lingue tra cui inglese, cinese, vietnamita e russo.

## Modalità di gioco
Come la maggior parte delle visual novel, la giocabilità Quartett! consiste nel leggere il testo accompagnato da immagini, effettuando alcune scelte che andranno a influenzare la storia. A differenza di molte altre però, dove la storia viene raccontata dal punto di vista del protagonista, in modo molto simile ad un libro, Quartett! risulta molto più simile ad un manga: sono infatti presenti vere e proprie vignette e la quasi totalità del testo è costituita da veri e propri balloon con i discorsi dei personaggi.
Pur non essendo particolarmente longevo, il gioco possiede un gran numero di scelte che porteranno al finale, sempre positivo, con una delle tre eroine principali. Dopo avere completato anche il terzo finale, si accede ad un epilogo conclusivo per il gioco denominato "Finale".

## Trama
Phill Junhers è un giovane liutaio e violinista che vive in un ben precisato paese europeo con la sorella Lina e il nonno, che gli ha insegnato il lavoro e trasmesso la passione per la musica. La sera della vigilia di Natale, si ritrova a sostituire il nonno come violinista nella messa di Natale. Lì viene notato da Klarissa, un'insegnante del prestigioso conservatorio Magnolia, che gli propone di entrare nella scuola dove insegna con lo scopo di sostituire in un quartetto d'archi la violinista che si è appena ritirata, permettendo così al quartetto di partecipare ad un prestigioso concorso che si tiene il 23 marzo. Phill conosce ben presto le tre particolari partner del suo quartetto facendo nuove amicizie nella scuola e dovendo ben presto confrontarsi con i suoi sentimenti e quelli di coloro che gli stanno intorno.

## Personaggi

### Protagonisti
Phill Junhers (フィル・ユンハース?, Firu Yunhāsu, (Seiyū Takahiro Sakurai)
È il protagonista della storia. A dispetto della sua mancanza di formale addestramento che lo porta ad avere movimenti e posizioni scorrette, è incredibilmente dotato nel suonare il violino. Convinto ad unirsi al quartetto, ricopre il ruolo di secondo violino. Phill è un ragazzo allegro e carismatico che cerca sempre di essere ottimista nell'affrontare le avversità. Alla fine diventa la "pietra angolare emotiva" su cui il quartetto si basa: la loro unica certezza nel caos.
Charlotte Francia (シャルロット・フランシア?, Sharurotto Furanchia, (Seiyū Ai Shimizu)
Primo violino e leader del quartetto d'archi. Fin da quando iniziò a camminare, Charlotte fu educata a suonare il violino. Particolarmente abile, vince regolarmente competizioni e impressiona musicisti per il mondo. È alta 136cm e pesa 30kg. Le sue misure sono 60/51/82, è nata il 16 novembre e il suo gruppo sanguigno è AB. È molto sensibile riguardo alla sua altezza che la fa apparire più giovane, nonostante abbia un anno in più degli altri.
Juni Argiano (ユニ・アルジャーノ?, Yuni Arujāno, (Seiyū Ryoko Shintani)
Viola del quartetto. Juni è nata e cresciuta in Italia con la sua sorella gemella, Mai. Fin da bambina ha suonato il violino come la sorella, ma successivamente passò alla viola per ragioni sconosciute, note solo a Mai. Data la sua personalità brillante e gioiosa, è colei che risolleva sempre l'umore del quartetto. È alta 153cm e pesa 41kg. Le sue misure sono 78/51/82, è nata il 1º giugno e il suo gruppo sanguigno è B.
Shuhua Li (李 淑花 （リ・スウファ）?, Ri Sūhua), (Seiyū Hitomi Nabatame)
Violoncello del quartetto. Shuhua è una ragazza tranquilla, riservata e poco socievole, preferendo il ruolo dell'osservatore quando la situazione lo permette. A causa di esperienze negative, si fida poco degli uomini. È alta 167cm e pesa 46kg. Le sue misure sono 89/56/88, è nata il 26 febbraio e il suo gruppo sanguigno è A.

### Personaggi secondari
Lina Junhers (リーナ・ユンハース?, Rīna Yunhāsu), (Seiyū Ryō Hirohashi)
Lina è la sorella minore di Phill. Nonostante la giovane età, spesso si comporta come una sorella maggiore verso il fratello, preoccupandosi per la spensieratezza con cui affronta le cose, e considerandolo un po' immaturo.
Mai Argiano (メイ・アルジャーノ?, Mai Arujāno), (Seiyū Haruna Ikezawa)
Mai è la sorella gemella di Juni ed è il primo violino del quartetto rivale. Energica e spesso violenta, in forte contrapposizione alla sorella a cui è molto legata. Dopo l'abbandono di Sophie e il calo di rendimento di Charlotte, è la musicista più brava dell scuola.
Hans Crowbear (ハンス・クラウバー?, Hansu Kuraubā), (Seiyū Hiro Shimono)
Hans è il secondo violino del quartetto rivale. Ben presto stringe amicizia con Phil e diventa suo grande amico. Ha una passione per la musica classica quasi prossima al fanatismo.
Giselle Stolzenberg (ジゼル・シュトルツェンベルグ?, Jizeru Shutoruzenberugu), (Seiyū Miyuki Sawashiro)
Giselle è un'amica di lunga data di Shuhua e la violoncellista del quartetto rivale. Erede della e nobile famiglia Stolzenberg, si porta spesso appresso dei maggiordomi, è molto teatrale ed orgogliosa.
Signina Vinothek (シニーナ・ビノテーク?, Shinīna Binotēku), (Seiyū Yuu Asakawa)
Signina è il leader del quartetto rivale in cui suona la viola. La sua personalità pragmatica e schietta tiene insieme il suo gruppo.
Klarissa Frueghel (クラリサ・フリューゲル?, Kurarisa Furyūgeru), (Seiyū Akane Tomonaga)
Klarissa è un'insegnante del conservatorio che aiuta entrambi i quartetti a prepararsi al concorso.
Sophie Mayer (ソフィ・マイヤー?, Sofi Maiyā), (Seiyū Asano Masumi)
Sophie era il secondo violino del quartetto, venendo sostituita da Phill quando lei abbandona la scuola.

## Sviluppo
La pianificazione e il progetto sono stati diretti da Ooyari Ashito, che ha seguito anche il character design e la direzione artistica. Gli scenari sono stati invece scritti da Iida Kazuhiko, mentre le musiche composte da Hosoi Soushi. Il tema del gioco "Ranpin" è cantato da Nakahara Suzuka, così come i temi conclusivi presenti nel finale di ciascuna eroina.

## Accoglienza
Quartett! è generalmente stato apprezzato dalla critica, ritenendolo un prodotto che intrattiene, con scene divertenti e buoni personaggi, corredato da una colonna sonora e doppiaggio all'altezza delle aspettative. La versione per PlayStation 2 di Quartett! ha ottenuto un punteggio di 26/40 dalla rivista Famitsū, basato sulla somma dei punteggi (da 0 a 10) dati al gioco da quattro recensori della rivista.